# Национальный медицинский исследовательский центр имени В. А. Алмазова
Национальный медицинский исследовательский центр имени В. А. Алмазова (ФГБУ «НМИЦ им. В. А. Алмазова» Минздрава России) — российский медицинский центр, крупнейшее учреждение здравоохранения подобного типа в Северо-Западном федеральном округе.
Крупнейшее научно-лечебное учреждение Российской Федерации, оказывающее медицинскую помощь по ОМС, на платной основе, а также высокотехнологичную медицинскую помощь.
Ведущий российский центр, уникальность которого состоит в гармоничном соединении фундаментальных и прикладных исследований в различных областях с оказанием многопрофильной специализированной, в том числе высокотехнологичной медицинской помощи населению и непрерывной междисциплинарной подготовкой научных и медицинских кадров.

## История
Центр был основан в 1980 году как Научно-исследовательский институт кардиологии.
В 1991 году Научные и лечебные подразделения объединились в единые научно-клинические отделения для ускорения внедрения результатов научных разработок в практику.
В 2001 году После ухода из жизни академика РАМН В. А. Алмазова новым директором учреждения стал его ученик и последователь академик РАН Е. В. Шляхто.
В 2002 году институту было присвоено имя его основателя и первого директора В. А. Алмазова.
В 2006 году на базе учреждения открылся новый клинический корпус с введением в работу поликлиники и крупнейшей в городе станции переливания крови и ее компонентов.
В 2010 году на базе учреждения начал свою работу Федеральный специализированный перинатальный центр.
В 2014 году к Центру Алмазова присоединен Российский научно-исследовательский нейрохирургический институт им. проф. А. Л. Поленова.
В 2015 году завершено строительство корпуса № 2 главного клинического комплекса. Новое 20-этажное здание способно принимать санитарную авиацию.
В 2016 году открылся детский лечебно-реабилитационный комплекс.
В 2017 году учреждение переименовано в Национальный медицинский исследовательский центр им. В. А. Алмазова.
В 2018 году Институт медицинского образования Центра Алмазова запустил программу высшего образования по направлению подготовки «Лечебное дело» (уровень специалитета).

## Деятельность
Структурно центр состоит из главного клинического комплекса, перинатального центра, лечебно-реабилитационного комплекса, детского лечебно-реабилитационного комплекса и Российского научно-исследовательского нейрохирургического института имени профессора А. Л. Поленова.
В ходе строительства и реконструкции корпусов клиника получила высокотехнологичное оборудование мировых производителей (Siemens, Maquet, Medtronic), в том числе была организована уникальная гибридная операционная, установлены роботизированные системы Da Vinci.
Институт медицинского образования (ИМО) был создан в 2013 году. Его основной задачей является подготовка высококвалифицированных кадров для здравоохранения по программам ординатуры, аспирантуры и дополнительного профессионального образования. В составе ИМО 3 факультета и 29 кафедр. Сегодня институт реализует 38 программ ординатуры, 18 специальностей аспирантуры по 3 укрупненным группам (биологические науки, фундаментальная медицина и клиническая медицина), большое количество программ ДПО и более 100 программ дополнительного образования.
С 2018 года Институт успешно реализует образовательную программу специалитета "Лечебное дело".
В октябре 2019 года Центру была вручена золотая табличка, подтверждающая статус «сотрудничающего учреждения Всемирной организации здравоохранения».
В 2020 году НМИЦ им. В. А. Алмазова выиграло конкурс на создание Научного центра мирового уровня в области технологий персонализированной медицины, и стало базовым учреждением НЦМУ «Центр персонализированной медицины».
В декабре 2021 года в Центре заработало одно из пространств коллективной работы «Точки кипения» по специальности «медицина», которые дополняют образовательный процесс и становятся экспериментальными полигонами, лабораториями для «обкатки» и внедрения новых идей.